# Qu Yunxia
Qu Yunxia (曲雲霞S, Qǔ YúnxiáP; Liaoning, 25 dicembre 1972) è un'ex mezzofondista cinese.
In carriera è stata campionessa mondiale dei 3000 metri piani a Stoccarda 1993 e primatista mondiale dei 1500 metri piani con il tempo di 3'50"46, stabilito a Pechino l'11 settembre 1993 e rimasto imbattuto fino al 17 luglio 2015, quando venne migliorato dall'etiope Genzebe Dibaba con il tempo di 3'50"07.

## Record asiatici

### Seniores
- 1500 metri piani: 3'50"46 ( Pechino, 11 settembre 1993)

## Palmarès
| Anno | Manifestazione    | Sede       | Evento         | Risultato | Prestazione | Note                  |
| ---- | ----------------- | ---------- | -------------- | --------- | ----------- | --------------------- |
| 1990 | Mondiali juniores | Plovdiv    | 800 m piani    | 6ª        | 2'06"60     |                       |
| 1990 | Mondiali juniores | Plovdiv    | 1500 m piani   | Oro       | 4'13"67     |                       |
| 1992 | Mondiali di cross | Boston     | Corsa seniores | 6ª        | 21'36"      |                       |
| 1992 | Giochi olimpici   | Barcellona | 1500 m piani   | Bronzo    | 3'57"08     | Record asiatico       |
| 1993 | Mondiali          | Stoccarda  | 3000 m piani   | Oro       | 8'28"71     | Record dei campionati |